# Владимир Боузек
Владимир Боузек (чеш. Vladimír Bouzek; Требич, 3. децембар 1920 — Требич, 31. јул 2006) био је професионални чехословачки хокејаш на леду и хокејашки тренер. Године 1956. добија признање заслужног мајстора спорта, а 1965. и заслужног тренера. Као играч играо је на позицији центра. Године 2007. посмртно је уведен у хокејашку Кућу славних ИИХФ. 
Као играч, са репрезентацијом Чехословачке освојио је две титуле светског првака, на првенствима 1947. у Прагу и 1949. у Стокхолму, те сребро на Зимским олимпијским играма 1948. у швајцарском Санкт Морицу. Као играч екипе Витковица освојио је титулу националног првака у сезони 1951/52. 
У успешној тренерској каријери која је трајала пуних 40 година, од 1949. до 1989. године, освојио је чак 11 титула националног првака Чехословачке. као тренер немачког Фисена освојио је две титуле првака Немачке, а у сезони 1969/70. радио је и као селекор селекције Немачке. Као селектор Чехословачке освојио је и три медаље на светским првенствима, два сребра СП 1965. и СП 1966. и једну бронзу на СП 1955.